# Georg Rasel
Georg Rasel (* 13. Januar 1882 in Cosel, Oberschlesien; † 2. Februar 1945 in Döbeln, Sachsen) war ein deutscher Maler, Grafiker und Zeichner.
Georg Rasel war ein in Schlesien berühmter Künstler und neben Hugo Ulbrich besonders bekannt wegen seiner Federzeichnungen.
Er studierte von 1903 bis 1906 an der Königlichen Kunst- und Kunstgewerbeschule (ab 1911 Kunstakademie) in Breslau (Niederschlesien) und erhielt ein schlesisches Stipendium für einen künstlerischen Aufenthalt in Rom.
Rasel wirkte in Oberschlesien und Breslau, in dessen Nähe er lebte. Er malte schlesische Motive, Landschaften und Architektur. Er arbeitete für verschiedene Verlage, war 1929 aber auch Autor einer eigenen Mappe mit Zeichnungen schlesischer Schrothholzkirchen. Er schuf Hunderte Postkartenmotive und Buchillustrationen.
Am Ende des Zweiten Weltkriegs floh Rasel mit seiner Ehefrau im Januar 1945 vor der russischen Armee aus Breslau. Die Flucht überanstrengte den 63-Jährigen allerdings derart, dass er am 2. Februar im sächsischen Döbeln an einem Herzinfarkt starb.